# 2012 a sportban
2012 fontosabb eseményei a sportban a következők:

## Események

### Január
- január 1–15. – Az Argentína – Chile – Peru útvonalon rendezik a Dakar-ralit.
- január 4. – A Magyar Úszó Szövetség fegyelmi bizottsága kilenc hónapra eltiltja az „úszással kapcsolatos sporttevékenységtől” Verrasztó Dávidot, azonban a büntetést két évre felfüggeszti, aki így ott lehet a 2012-es londoni olimpián.[1] (A 2011 decemberi lengyelországi rövid pályás úszó-Európa-bajnokság után, a nem hivatalos záróbanketten megütötte versenyzőtársát, Gyurta Gergelyt.)[2]
- január 6–8. – A Városligeti Műjégpálya ad otthont a gyorskorcsolya-Európa-bajnokságnak.[3]
- január 13–22. – Az ausztriai Innsbruck ad otthont az I. téli ifjúsági olimpiának.[4]
- január 16–29.
  - Eindhovenben bonyolítják le a női és férfi vízilabda-Európa-bajnokságot.
  - 2012-es Australian Open, Melbourne, Ausztrália.
- január 15–29. – Szerbiában rendezik a férfi kézilabda-Európa-bajnokság.
- január 19. – A téli ifjúsági olimpián Kovács Attila és Gasparics Fanni a jégkorong egyéni ügyességi versenyszámában ezüstérmet nyer.[5]
- január 21. – A labdarúgó afrikai nemzetek kupájának nyitónapja, melyet Gabon és Egyenlítői Guinea rendez.
- január 25–28. – Sheffieldben tartják a műkorcsolya- és jégtánc-Európa-bajnokságot.
- január 27–29. – A csehországi Mlada Boleslavban rendezik a 2012-es rövidpályás gyorskorcsolya Európa-bajnokságot.[6]
- január 28–29. – Gyorskorcsolya sprint-világbajnokság Calgary-ban.

### Február
- február 5. – A New York Giants nyeri a Super Bowl XLVI-t. Az Indianapolisban rendezett döntőn 21–17-re győzte le a New England Patriots-ot.[7]
- február 6. – Alberto Contador országútikerékpár-versenyzőt a Nemzetközi Sportdöntőbíróság (CAS) visszamenőlegesen két évre eltiltja a versenyzéstől. (Megfosztották a 2010-es Tour de France és a 2011-es Giro d’Italia győzelmétől.)[8]
- február 11–12. – 2012-es magyar műkorcsolya- és jégtáncbajnokság Budapesten.
- február 12. – A labdarúgó afrikai nemzetek kupájának zárónapja.
- február 20–26. – Londoni műugró Világkupa.
- február 24–26. – Junior rövidpályásgyorskorcsolya-világbajnokság az ausztráliai Melbourne-ben.[9]
- február 26. – Babos Tímea teniszező első WTA-tornagyőzelmét szerezte Monterreyben.

### Március
- március 6–11. – Belgrádi birkózó-Európa-bajnokság.
- március 9–11. – A rövidpályás gyorskorcsolyázók sanghaji világbajnoksága.[10]
- március 9–11. – 2012-es fedett pályás atlétikai világbajnokság a törökországi Isztambulban.
- március 18. – A Formula–1 ausztrál nagydíj (Melbourne) az idény első futama.
- március 19. – A 2012-es alpesisí-világkupa-sorozatban a férfiaknál az osztrák Marcel Hirscher, a nőknél az amerikai Lindsey Vonn végez az első helyen. (Vonn ezzel már negyedik összetett győzelmét aratta.)
- március 22–25. – Gyorskorcsolya távonkénti világbajnokság, Heerenveen.
- március 25. – Formula–1 maláj nagydíj, Kuala Lumpur.
- március 26. – április 1. – 2012-es műkorcsolya- és jégtánc-világbajnokság, Nizza.
- március 29. – április 1. – 2012-es magyar úszóbajnokság, Debrecen.

### Április
- április 4–8. – 2012-es pályakerékpáros-világbajnokság Moszkvában.
- április 14–15. – 2012-es vívó-világbajnokság Kijevben.
- április 15. – Formula–1 kínai nagydíj, Sanghaj.
- április 21–május 7. – 2012-es snooker-világbajnokság.
- április 22. – Formula–1 bahreini nagydíj, Szahír.

### Május
- május 1. – 2012-es magyar labdarúgókupa-döntő.
- május 4–20. – A 2012-es IIHF jégkorong-világbajnokság, melyet közösen rendez Finnország és Svédország.
- május 7–13. – 2012-es öttusa-világbajnokság Rómában.
- május 9. – Bukarestben rendezik az Európa-liga döntőjét.
- május 9–13. – Brüsszelben rendezik a női tornász Európa-bajnokságot.
- május 13. – Formula–1 spanyol nagydíj, Barcelona
- május 15–27. – 2012-es úszó-Európa-bajnokság, Debrecen, Magyarország és Eindhoven, Hollandia.
- május 18. – Nagy-Britanniába megérkezik az olimpiai láng. (Az olimpiai játékok szimbóluma 70 napon át járja majd az Egyesült Királyságot, mielőtt július 27-én, a megnyitóünnepségen a stadionban is fellobban a láng.)[11]
- május 19. – Münchenben rendezik az UEFA-bajnokok ligája döntőjét.
- május 21. – A férfi 400 m gyorson Kis Gergő a második helyen végez, míg a női 400 vegyest hatalmas fölénnyel Hosszú Katinka nyeri, a második helyet pedig Jakabos Zsuzsanna szerzi meg a debreceni úszó Eb-n.[12]
- május 22. – A 2012-es Roland Garros nyitónapja Párizsban.[13]
- május 23.
  - A debreceni úszó-Európa-bajnokságon:
    - Kis Gergő ezüstérmet szerez 1500 m gyorson az úszó-Eb harmadik napjának döntőjében. Gyurta Gergely – olimpia A-szintet érő idővel – a harmadik helyen ér célba, míg a számot az olasz Gregorio Paltrinieri nyeri Európa-bajnoki csúccsal.[14]
    - Kozma Dominik – aki a legjobb idővel jutott a fináléba – a harmadik helyen csap célba 200 m gyorson. A német Paul Biedermann szerzi meg az aranyérmet, míg a második helyen a francia Amaury Leveaux végez.[15]
    - Cseh László Európa-bajnoki csúccsal nyeri meg a 200 m vegyes döntőjét, ahol a brit James Goddard a második, az osztrák Markus Rogan a harmadik helyen végez. A másik magyar finalista, Verrasztó Dávid a hatodik helyen zár.[16]

  - Benedek Tibor háromszoros olimpiai bajnok vízilabdázó bejelenti visszavonulását.[17]
- május 23–27. – A franciaországi Montpellier-ben rendezik a férfi tornász Európa-bajnokságot.
- május 24.
  - A debreceni úszó-Európa-bajnokságon:
    - Kapás Boglárka 8:26,49-es időeredménnyel megnyeri a női 800 méter gyors fináléját, ahol a francia Coralie Balmy végez a második, Risztov Éva pedig a harmadik helyen.[18]
    - A női 200 méter vegyes fináléját Hosszú Katinka nyeri, maga mögé szorítva a brit Sophie Allen és honfitársát, Verrasztó Evelynt.[19]
    - Gyurta Dániel 2:08,60-as idővel, Európa-bajnoki csúccsal megnyeri a férfi 200 méter mell döntőjét, maga mögé szorítva a német Marco Koch-t és a görög Panajótisz Szamilídiszt. Molnár Ákos a 8. lett 2:13,33-mal.[20]
    - Cseh László 1:54,95-ös idővel megnyeri a férfi 200 méter vegyes döntőjét. Biczó Bence a második, a görög Joannisz Drimonakosz pedig a harmadik helyen ér célba.[21]
    - A férfi 50 méter hát fináléját a bolgár Jonatan Kopelev nyeri, a második helyen az olasz Mirco di Tora végez, míg Bohus Richárd 25,14-es idejével hármas holtversenyben – az izraeli Guy Barnea-nal és a francia Dorian Gandinnal – harmadikként zár.[22]
    - A Jakabos Zsuzsanna, Verrasztó Evelyn, Mutina Ágnes, Hosszú Katinka összetételű magyar váltó 7:54,70 idejével a második helyen zárja a női 200 méteres gyorsváltó döntőjét. Az aranyérmes  Olaszország csapata, míg a bronzérmet  Szlovénia váltja szerzi meg.[23]

  - A világ- és Európa-bajnok, korábbi válogatott vízilabdázó Valkai Ágnes bejelenti visszavonulását.[24]
- május 24–25. – FIFA Kongresszus Budapesten.
- május 25. – A debreceni úszó-Európa-bajnokságon férfi 800 m gyorson Kis Gergő szerzi meg az aranyérmet, megelőzve az olasz Gregorio Paltrinierit és az ukrán Szerhij Frolovot.[25]
- május 26.
  - A debreceni úszó-Európa-bajnokságon:
    - Risztov Éva a női 1500 méteres gyorsúszás döntőjében a spanyol Mireia Belmonte García mögött országos csúccsal, 16:10,04-es idővel második helyen ér célba, míg a bronzérmet – a szintén spanyol – Erika Villaecija García szerezi meg.[26]
    - Cseh László a férfi 100 m pillangó döntőjében országos csúccsal, 51,77-dal második helyen végez; az aranyat a szerb Milorad Čavić, míg a bronzérmet az olasz Matteo Rivolta szerzi meg. A finálé másik magyar résztvevője, Pulai Bence 53,04-dal nyolcadikként végez.[27]
    - Bernek Péter szerzi meg az ezüstérmet, miután a lengyel Radosław Kawęcki mögött másodikként ér célba, a bronzérmet pedig az izraeli Jakov Jan Tumarkin szerzi meg. Balog Gábor a nyolcadik helyen zár.[28]
    - A Kozma Dominik, Kis Gergő, Bernek Péter, Cseh László összetételű 4x200 méteres férfi gyorsváltó a harmadik helyen zár. Az aranyérmet – nagy fölénnyel – a németek szerezik meg, a második helyen pedig az olasz csapat végez.[29]

  - Az orosz Natalja Iscsenko győz az egyéni döntőben a műúszók Eindhovenben zajló Európa-bajnokságán, míg az ezüstérem a spanyol Andrea Fuentes, a bronz pedig az ukrán Lolita Ananaszova nyakába kerül.[30] A csapatok döntőjében a spanyolok győzedelmeskednek, második helyen az ukránok, a harmadikon pedig az olaszok végeznek.[31]
  - A brit válogatott nyeri a Montpellierben zajló férfi tornász Európa-bajnokság csapatversenyének döntőjét, míg az ezüstérmet az orosz, a bronzot pedig a román együttes szerezi meg.[32]
- május 27.
  - A Formula–1 monacói nagydíj Monte-Carlóban.
  - A debreceni úszó-Európa-bajnokságon:
    - A női 200 m pillangót Hosszú Katinka nyeri, megvédte kontinensbajnoki címét. A második helyen Jakabos Zsuzsanna csak célba, a svéd Martina Granström mögött.[33]
    - A férfi 400 m vegyes döntőjében Cseh László nyeri az aranyérmet, míg Verrasztó Dávid a második helyen érkezik célba, megelőzve a görög Joannisz Drimonakoszt. (Cseh 11. Eb-aranyát gyűjtötte be, amely nem mellékesen a magyar úszósport 75. Eb-elsősége is volt.)[34]
    - A Bernek Péter, Gyurta Dániel, Cseh László, Kozma Dominik összeállításban tempózó magyar férfi vegyes váltó országos csúccsal a harmadik helyen végez a 4x100 m-es versenyszámban, az olasz és a német váltó mögött.[35]

  - A Natalja Iscsenko, Szvetlana Romasina orosz kettős nyeri a párosok versenyét a szinkronúszók Eindhovenben zajló Európa-bajnokságán, megelőzve a spanyol és az ukrán párost.[36] Ugyanakkor a magyar csapat kilencedik helyen zár a kombinációs kűr számában, ahol a győzelmet 95,60 ponttal a spanyolok érik el, az ukrán és az olasz csapat előtt.[37]
  - Montpellier-ben, a férfi torna-Európa-bajnokságon Berki Krisztián aranyérmet nyer lólengésben, megelőzve a brit Louis Smith-t és az örmény Harutyum Merdinjant. (A lólengés fináléjának másik magyar résztvevője, Hidvégi Vid a maga 6,5-ös kiindulópontú gyakorlatát hibátlanul hajtotta végre, így 15,133-mal az ötödik helyen zárt. Berki, az olimpiai kvótás magyar címét megvédve, pályafutása során hatodszor diadalmaskodott kontinensviadalon.)[38]
- május 31. – A 12. aerobik-világbajnokság nyitónapja.

### Június
- június 1–3. – A bolgár fővárosban, Szófiában rendezik a 12. aerobik világbajnokságot és az 5. korosztályos aerobik világversenyt.[39]
- június 3. – A szófiában zajló aerobik-világbajnokság zárónapja.[40]
- június 4. – A 2012-es Roland Garros zárónapja. Nani és Lahm a Németország–Portugália mérkőzésen (június 9.)

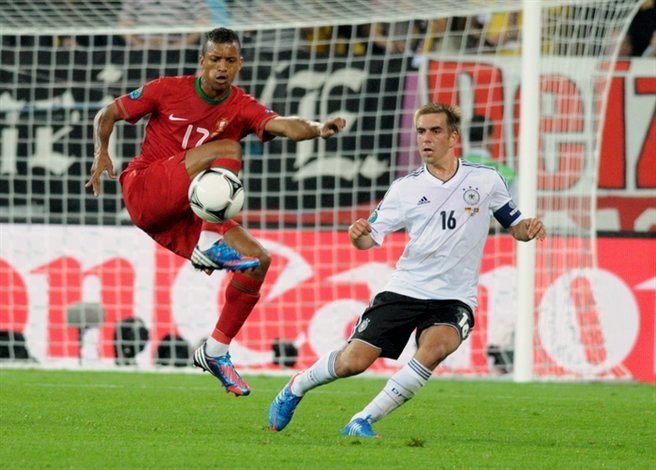
Nani és Lahm a Németország–Portugália mérkőzésen (június 9.)

- június 7–13. – Székesfehérvárott rendezik az öttusázók junior Európa-bajnokságát.[41]
- június 8. – Elkezdődik a Lengyelország és Ukrajna által közösen rendezett és július 1-ig tartó XIV. labdarúgó-Európa-bajnokság.[42] (A varsói Nemzeti Stadionban rendezett nyitómérkőzésen az egyik házigazda Lengyelország mérkőzött meg Görögország legjobb tizenegyével. A mérkőzésen 1-1-es végeredmény született.)[43]
- június 9. – Marija Sarapova nyeri a 2012-es Roland Garros női egyes döntőjét és ezzel megcsinálja a karrier Grand Slamet, vagyis mind a négy nagy tornán győzelmet arat Wimbledon (2004), US Open (2006), Australian Open (2008).[44] (Két nappal később férfi egyesben Rafael Nadal hetedszer is megnyeri a Roland Garrost, miután az eső miatt hétfőn befejezett döntőben legyőzte Novak Đokovićot.)[45]
- június 10. – Formula–1 kanadai nagydíj, Montréal.
- június 11. – A Los Angeles Kings története során először nyerte meg a Stanley-kupát, miután a döntő hatodik mérkőzésén 6–1-re győzött a New Jersey Devils ellen, és 4–2-es összesítéssel megnyerte a párharcot.[46]
- június 15–20. – A 2012-es vívó-Európa-bajnokság Legnanóban.
- június 16–17.
  - 2012-es Le Mans-i 24 órás autóverseny, Le Mans.
  - Szekszárdon, 117. alkalommal kerül megrendezésre a magyar atlétikai bajnokság.[47]
- június 22–24. – A 2012-es síkvízi kajak-kenu Európa-bajnokság Zágrábban.
- június 23–24. – Budapesten rendezik az öttusázók országos bajnokságát.
- június 24. – Formula–1 európai nagydíj, Valencia, Spanyolország.
- június 25. – A 2012-es wimbledoni teniszbajnokság nyitónapja Wimbledonban.
- június 27. – A 2012-es atlétikai Európa-bajnokság nyitónapja a finnországi Helsinkiben.

### Július
- július 1.
  - A 2012-es labdarúgó-Európa-bajnokság zárónapja Kijevben, melyen a spanyol válogatott 4–0-ra veri Olaszország együttesét.[48]
  - A finnországi Helsinkiben zajló atlétikai Európa-bajnokság zárónapja.
- július 4–8. – A belgiumi Antwerpenben rendezik a junior úszó-Európa-bajnokságot.[49]
- július 8.
  - A 2012-es wimbledoni teniszbajnokság zárónapján Roger Federer megnyeri tizenhetedik Grand Slam-tornáját, s több mint két év után újra átveszi a világranglista vezető helyét.[50]
  - Formula–1 brit nagydíj, Silverstone
- július 10–15. – Junior atlétikai világbajnokság a spanyolországi Barcelonában, ahol Krizsán Xénia hétpróbázó és Pásztor Bence kalapácsvető a második helyen végzett.[51]
- július 20–22. – Magyar mű- és toronyugró-bajnokság a margitszigeti Széchy Tamás uszodában.[52]
- július 22. – Formula–1 német nagydíj, Hockenheim.
- július 5–10. – 2012-es öttusa-Európa-bajnokság, Szófia.
- július 27. – A 2012. évi londoni olimpiai játékok nyitónapja.
- július 28. – A XXX. nyári olimpiai játékokon:
  - A női 48 kilogrammos súlycsoport döntőjében a brazil Sarah Menezes legyőzi a román Alina Dumitrut, a bronzérmet Csernoviczki Éva és az őt a második fordulóban legyőző belga Charline van Stick szerezi meg.[53]
  - Olimpiai csúccsal (3:33,15) Ausztrália nyeri a női 4 × 100 méteres gyorsváltót a játékok úszódöntőinek első napján.[54]
  - Hosszú Katinka 4:33,49-es idővel negyedik lesz a női 400 méteres vegyesúszás döntőjében, az aranyat a kínai Je Si-ven szerezi meg 4:28,43-as idővel, Stephanie Rice világcsúcsát megdöntve. (A második helyen az amerikai Elizabeth Beisel, a harmadikon a kínai Li Hszuan-hszu csapott célba.)[55]
  - Kis Gergő legjobb európaiként, 3:47,03-mal a hatodik helyen végez a férfi 400 méteres gyorsúszás döntőjében. (Az aranyérmet a kínai Szun Jang szerezte meg Ian Thorpe 2000-ből származó olimpiai csúcsát megdöntve, 3:40,17-es idővel. Az ezüst a dél-koreai Pak Thehvannak, a bronz az amerikai Peter Vanderkaaynak jutott.)[56]
  - Az amerikai Ryan Lochte megnyeri a férfi 400 méteres vegyesúszás döntőjét, az ezüstérem a brazil Thiago Pereiráé, a bronzérem a japán Hagino Koszukéé lett. (A világcsúcstartó, címvédő Michael Phelps csak negyedik lett.)[57]
- július 29.
  - Formula–1 magyar nagydíj, Mogyoród.
  - A XXX. nyári olimpiai játékokon:
    - A cselgáncsozó Ungvári Miklós egy jukóval kikap a grúz Lasa Savdatuasvilitől a 66 kg-os súlycsoport döntőjében, megszerezve az első magyar ezüstérmet.[58]
    - Szilágyi Áron 15:8-ra nyeri az olasz Diego Occhiuzzi ellen a férfi egyéni kardvívás döntőjét, ezzel megszerezi a magyar küldöttség első aranyérmét.[59]
    - Povázsay Eszter hatodik lesz a női 100 méteres hátúszás második előfutamában. (1:03,55-ös időt úszott, ám ez kevés volt az elődöntőbe kerüléshez, így a 37. helyen végzett.)[60]
    - A 16. helyen végez Csonka Zsófia a női légpisztolyosok döntőjében, miután nem jutott be a legjobb nyolc közé a selejtezőben.[61]
    - Nem jut be az elődöntőbe Sztankovics Anna 100 méter mellen, futamában ugyan második lett 1:09,65-ös idővel, ám összesítésben végül a 31. helyen zárt.[62]
    - Bohus Richárd a 22. helyen zár 100 méter háton. (A magyar úszó 54,84-es ideje kevés volt az elődöntőbe kerüléshez.)[63]
    - Nem jut döntőbe a Takács Krisztián, Balog Gábor, Kis Gergő, Bernek Péter összeállítású magyar férfi 4x100-as gyorsváltó, a 14. helyen zárt.[64]
    - A kínai Vu Min-hszia, Ho Ce kettős nyeri a 3 méteres szinkronműugrást. (A kínai duó huszonöt pontot vert az amerikai Kelci Bryant, Abigail Johnston párosra, a harmadik helyen a kanadai Jennifer Abel és Emilie Heymans végzett.)[65]
    - A világbajnoki címvédő amerikai Dana Vollmer 55,98 másodperces világcsúccsal nyeri a 100 méteres női pillangóúszás döntőjét. (Második a kínai Lu Jing lett, a harmadik helyen az ausztrál Alicia Coutts ért célba. Az eddigi világcsúcstartó svéd Sarah Sjöström a negyedik helyen végzett.)[66]
    - Kozma Dominik 1:46,93-as idővel a saját futamában az ötödik, összesítésben a 10. helyen végez a 200 méteres férfi gyorsúszás elődöntőjében, így nem jutott be a fináléba.[67]
    - Gyurta Dániel 59,53 másodperces országos csúccsal a negyedik helyen végez a férfi 100 méteres mellúszás döntőjében. Az aranyat a dél-afrikai Cameron van der Burgh 58,46-os világcsúccsal szerzi meg, másodikként az ausztrál Christian Sprenger ér célba, a harmadik helyre pedig az amerikai Brendan Hansen jön be négy századdal megelőzve Gyurtát.[68]
    - A francia Camille Muffat 4:01,45-ös olimpiai csúccsal nyeri a női 400 méteres gyorsúszás döntőjét. Második az amerikai Allison Schmitt, harmadik a brit Rebecca Adlington lett.[69]
    - Nem sikerül a továbbjutás a legjobb 16 közé az ökölvívók 60 kilogrammos súlycsoportjában Varga Miklósnak, akit a litván Evaldas Petrauskas győz le.[70]
- július 30. – A XXX. nyári olimpiai játékokon:
  - Biczó Bence és Cseh László sem jutott be a 200 méteres pillangóúszás döntőjébe, előbbi összesítésben a 9., utóbbi pedig a 12. helyen zárt.[71]
  - A mindössze 15 éves litván Rūta Meilutytė nyeri a női 100 méteres mellúszást. (Az amerikai Rebecca Soni végzett a második helyen, míg a bronzérmet a japán Szuzuki Szatomi szerezte meg. A címvédő ausztrál Leisel Jones az ötödik helyen ért célba.[72] Egy nappal korábban a litván Meilutytė 1:05,21-es Európa-csúccsal az első helyen jut be a döntőbe.)[73]
  - Harmadik olimpiai aranyérmét szerzi Matthew Grevers a férfi 100 méteres hátúszás döntőjében, 52,16-os új olimpiai rekorddal érve célba. A második helyezett honfitársa, Nick Thoman lett, míg a bronzérmes a japán Irie Rjószuke. (A világbajnoki címvédő Camille Lacourt lemaradt a dobogóról.)[74]
  - A Csen Ji-bing, Feng Csö, Kuo Vej-jang, Csang Cseng-lung, Cu Kaj összeállítású kínai férfi tornász válogatott megvédi 2008-as olimpiai bajnoki címét a csapatversenyben.[75] (A japán csapat óvást nyújtott be Ucsimura Kóhei lólengésgyakorlatának lepontozása miatt. A fellebbezést elfogadták, a módosított pontszámmal Japán a második helyre jött fel, megelőzve Nagy-Britanniát és Ukrajnát.)[76]
  - A Cao Jüan, Csang Jen-csüan összeállítású kínai páros győz a szinkron toronyugrás döntőjében. (Az ázsiaiak közel húszpontos előnnyel nyertek az Iván García, Germán Sánchez mexikói és a David Boudia, Nicholas McCrory amerikai duó előtt.)[77]
  - Karakas Hedvig kikap a francia Automne Pavia elleni bronzmérkőzésen a cselgáncstorna női 57 kilogrammos versenyében. (A magyar versenyzőt – aki így az ötödik helyen zárt – mindössze egy jukóval múlta felül.)[78]
  - Sidi Péter a férfi légpuska selejtezőben 594 körrel zár, ami nem volt elég a döntőbe jutáshoz.[79]
  - A Simon Béla, Széll Domonkos kettős a negyedik, utolsó helyen végez a férfi kormányos nélküli kettesek reményfutamában, így nem jut be az elődöntőbe.[80]

### Augusztus
- augusztus 1. – A XXX. nyári olimpiai játékokon:
  - Gyurta Dániel 2:07,28-as világcsúccsal aranyérmes a férfi 200 méteres mellúszás döntőjében.[81]
  - Dara Eszter megnyeri saját futamát a 100 méteres női gyorsúszás előfutamai során, 55,37-es ideje azonban összesítésben csak a 23. helyre volt elég, így nem jutott tovább az elődöntőbe.[82]
  - Sztankovics Anna 2:29,67-es idejével a második helyen végez futamában – amelyben rajta kívül ketten indultak – a női 200 méteres mellúszás előfutamai során, összesítésben pedig a 29. lett, így nem jutott tovább.[83]
  - A legjobb 16 között versenyző magyar cselgáncsozó, Madarász Tamás ipponnal kap ki a 90 kg-os súlycsoportban üzbég ellenfelétől, Dilshod Chorievtől.[84]
  - Imre Géza a férfi párbajtőrvívás nyolcaddöntőjében 15:7-re kikap a norvég Bartosz Piaseckitől.[85]
  - Cseh László 1:57,20-szal megnyeri futamát, és a legjobb idővel bejut a férfi 200 méteres vegyesúszás elődöntőjébe. Ugyanebben a számban Verrasztó Dávid a 36 induló között 35.-ként végzett, így kiesett.[86]
  - A magyar 4 × 200 méteres női gyorsváltó a kilencedik időt éri el az elődöntőben, így lemaradt a fináléról. (A nyolcadik helyen továbbjutó japánok két századdal voltak gyorsabbak a Mutina Ágnes, Jakabos Zsuzsanna, Hosszú Katinka, Verrasztó Evelyn összetételű magyar csapatnál, amely 7:54.58-at úszott.)[87]
  - Mészáros Anett bírói döntéssel vereséget szenved a német Kerstin Thieletől a női cselgáncstorna 70 kg-os súlycsoportban és így a 9. helyen végez.[88]
  - A selejtezőből a 6. helyen a fináléba jutó Csonka Zsófia a hatodik helyen zár a sportlövészet női sportpisztolyának számában. (Az aranyérem a dél-koreai Kim Csangmié lett, aki egy teljes körrel megelőzte a második kínai Csen Jinget, mag a harmadik helyen az ukrán Olena Kosztevics végzett.)[89]
  - A Lo Jü-tung, Csin Kaj kettős jóvoltából kínai aranyérem születik a műugrók férfi 3 méteres szinkronugrásában. (Az esütérmet az orosz Ilja Zaharov, Jevgenyij Kuznyecov, míg a bronzérmet az amerikai Troy Dumais, Kristian Ipsen szerezte meg.)[90]
  - A legutóbbi három világbajnokságot megnyerő Ucsimura Kóhei szerezi meg az aranyérmet a férfi egyéni összetett tornászversenyén. (A második helyen a német Marcel Nguyen, a harmadikon az amerikai Danell Leyva végzett.)[91]
  - Sem Balog Gábor, sem pedig Bernek Péter nem kerül be a férfi 200 méteres hátúszás döntőjébe. (Előbbi összesítésben a 11., utóbbi a 12. helyen zárt az elődöntőben.)[92]
  - Jakabos Zsuzsanna a hetedik helyen végez a női 200 méteres pillangóúszásban, ahol az aranyérem a kínai Csiao Liu-jang nyakába került, míg a második helyen a spanyol Mireia Belmonte García, a harmadikon pedig a japán Hosi Nacumi végzett.[93]
  - Az amerikai Nathan Adrian nyeri a férfi 100 méteres gyorsúszást, megelőzve az ausztrál James Magnussent és a kanadai Brent Haydent.[94]
  - Az amerikai 4 × 200-as női gyorsváltó olimpia csúccsal nyeri a döntőt, megelőzve Ausztráliát és Franciaországot.[95]
- augusztus 2. – A XXX. nyári olimpiai játékokon:
  - Cseh László a harmadik helyen végez a férfi 200 méteres vegyesúszás döntőjében. A győzelmet az amerikai Michael Phelps szerezte meg 1:54,27-es időeredménnyel honfitársa, Ryan Lochte előtt.[96]
  - A női torna egyéni összetettjét az amerikai Gabrielle Douglas nyeri 62,232 ponttal, megelőzve az orosz Viktorija Alekszandrovna Komovaw Viktorija Komovát és honfitársát, Alija Musztafinát. (Musztafina magasabb végrehajtási (E-) pontszámmal került az amerikai Alexandra Raisman elé, aki szintén 59,566 pontot szerzett.)[97]
  - Risztov Éva 800 gyorson nem jut be a döntőbe, a 13. helyen zárt (8:29.06).[98]
  - Nem jut be az elődöntőbe Szekeres Dorina 200 m háton. (A magyar úszónő 2:18,16-os időeredményével összesítésben a 35. helyen végzett a 37 fős mezőnyben. A legjobb időt az amerikai Missy Franklin úszta (2:07.54),[99] aki másnap hatalmas világcsúccsal, 2:04,06 perces időeredménnyel nyerte meg a számot. A 17 éves lány az orosz Anasztaszija Zujevát és honfitársát, Elizabeth Beiselt utasította maga mögé.)[100]
  - Az ötödik helyen végez Joó Abigél a női cselgáncsozók 78 kg-os súlycsoportjában, miután a bronzmérkőzésen ipponnal vereséget szenvedett a francia Audrey Tcheuméo ellen.[101]
  - Bognár Richárd a hatodik helyen végez a sportlövők dupla trap versenyszámában.[102]
  - Nem jut be az 50 méteres gyorsúszás fináléjába Takács Krisztián, aki összesítésben a 12. helyen végzett az elődöntőben.[103]
  - Az amerikai Rebecca Soni 2:19,59-es új világcsúccsal nyeri a 200 méteres női mellúszás döntőjét. (A magyar felmenőkkel is bíró 25 éves úszó a japán Szuzuki Szatomit, illetve az orosz Julija Jefimovát megelőzve gyűjtötte be az aranyat.)[104]
  - A 21 éves holland Ranomi Kromowidjojo nyeri a női 100 méteres gyorsúszást 53,00-es új olimpiai csúccsal, megelőzve a fehérorosz Aljakszandra Heraszimeniját és a kínai Tang Jit.[105]
  - Nem jut be a 100 méteres férfi pillangóúszás döntőjébe Pulai Bence, mivel az elődöntő összesített eredményei alapján a 14. időt úszta. (Pulai, 52,40-nel a 6. helyen végzett az első futamban.)[106]
- augusztus 3. – A XXX. nyári olimpiai játékokon:
  - A kisöbű sportpuska fekvő számban sem került fináléba Sidi Péter. (A magyar versenyző a szétlövésig eljutott, de a nyolcas döntőről lemaradt, a 11. helyen zárt.)[107]
  - Nem jut be a férfi súlylökés döntőjébe Kürthy Lajos, akinek három próbálkozásából csak egy volt érvényes, így 19,65 méteres eredménnyel zárt.[108]
  - Sem Gyurta Gergely, sem pedig Kis Gergő nem jut be az 1500 méteres gyorsúszás döntőjébe, mivel az előfutamok során előbbi összesítésben a 12., utóbbi a 19. helyen zárt.[109]
  - A Verrasztó Evelyn, Sztankovics Anna, Jakabos Zsuzsanna, Dara Eszter összeállítású magyar női 4 × 100-as vegyes váltó a nyolcadik helyen ért célba, de a versenybírók ki is zárták, mivel a kvartett egyik tagja szabálytalanul fordult.[110]
  - Bor Barna vereséget szenved a vigaszágon a dzsúdósok plusz 100 kg-os súlycsoportjában a brazil ellenfelétől, Rafael Silvától, így a 7. helyen zárt.[111]
  - Sem Gondos Flóra, sem pedig a negyedik olimpiáján induló Barta Nóra nem jut tovább a műugrók női 3 méteres selejtezőjéből. (Gondos a 22., Barta a 25. helyen zárt.)[112]
  - Az amerikai Katie Ledecky a spanyol Mireia Belmontét és a brit Rebecca Adlingtont megelőzve, remek időeredménnyel, 8:14,63-mal szerezi meg az aranyérmet. Ugyanitt Kapás Boglárka 8:23,89-as országos csúccsal hatodikként ér célba.[113]
- augusztus 4. – A XXX. nyári olimpiai játékokon:
  - Peking után Londonban is a kazah Ilja Iljin nyer súlyemelésben a férfiak 94 kg-os súlycsoportját, ráadásul összetettben 418 kg-ot ért el, ami világcsúcs. (Iljin az összetett világcsúcs mellett megjavította a lökés rekordját is 233 kilogrammal.)[114]
  - Az Missy Franklin, Rebecca Soni, Dana Vollmer, Allison Smith összetételű amerikai válogatott 3:52,05-ös világcsúccsal nyeri a női 4 × 100 méteres vegyes váltót Ausztrália és Japán előtt.[115]
  - A világbajnok kínai Szun Jang 14:31,02 perces hihetetlen világcsúccsal nyeri a férfi 1500 méteres gyorsúszást, korábbi világcsúcsán (14:34.14) több mint három másodpercet javítva. (A második helyezett kanadai Ryan Cochrane-re majdnem fél uszodahosszat vert rá. A bronzérem a pekingi bajnok Uszáma el-Mellúlié lett.)[116]
  - A férfi könnyűsúlyú kétpárevezős B-döntőjében a Hirling Zsolt, Varga Tamás páros az ötödik helyen ér célba, így összesítésben a 11. lett.[117]
  - A női triatlonban, 1:59,48 órás időeredménnyel a kétszeres Európa-bajnok Nicola Spirig szerzi meg az első helyet. (A svájci versenyző javára a célfotó döntött a svéd Lisa Nordennel szemben. A harmadik helyre az ausztrál Erin Densham futott be. Kovács Zsófia első olimpiáján az 51. helyen ért célba.)[118]
  - Deák Nagy Marcell 46,17 másodperccel a futamában a negyedik helyen végez, így nem jut elődöntőbe a férfi 400 méteres síkfutásban.[119]
  - A 64 kg-os férfi ökölvívók versenyében Káté Gyula pontozásos vereséget (20:14) szenved az olasz Vincenzo Mangiacaprétól, így nem jutott be a legjobb nyolc közé.[120]
- augusztus 5. – A XXX. nyári olimpiai játékokon:
  - Berki Krisztián nyeri a lólengés aranyérmét a brit Louis Smith előtt a jobb kivitelezési pontszámának köszönhetően.[121] A harmadik helyen a 19 éves brit Max Whitlock végzett, míg Hidvégi Vid rontott gyakorlatában, leesett a szerről, és ezzel a nyolcadik helyen zárt.[122]
  - A kötöttfogásúak 55 kg-os súlycsoportjában induló 24 éves Módos Péter legyőzi a dán Haakan Erik Nyblomot, ezzel bronzérmesként zárt az iráni Hamid Szórján és az azeri Rövşən Bayramov mögött.[123]
  - Pars Krisztián nyeri a férfi kalapácsvetés döntőjét, megelőzve a címvédő szlovén Primož Kozmust és a japán Murofusi Kódzsit.[124]
  - Bácsi Péter a kötöttfogásúak 74 kg-osok súlycsoportjában a litván Aleksandr Kazakevič-csel mérkőzik meg, azonban a találkozó alatt keresztszalag-szakadást szenved, ezért a küzdelmet feladja.[125]
  - A női szörfösök tizedik futamában a huszadik helyet szerzi meg Detre Diána, amellyel összesítésben a 18. helyen végzett.[126]
  - A kínai Cu Kaj győzelmével zárul a férfiak talajfináléja, megelőzve a japán Ucsimura Kóheit és az orosz Gyenyisz Abljazint.[122]
  - A női ugrás fináléját a rontó, fenékre huppanó McKayla Maroney-t megelőző román Sandra Izbașa győz, míg a bronzérmet az orosz Marija Paszeka szerzi meg.[122]
  - A férfi szörfösök tizedik futamában a 25. helyen ér célba Gádorfalvi Áron, és összetettben is ugyanezen a helyen végez. (A futamot az izraeli Shahar Zubari nyerte, összetettben a holland Dorian van Rijsselberge végzett az első helyen.)[127]
  - A kínai Vu Min-hszia nyeri a női 3 méteres műugrást, az ezüstérmet honfitársnője, Ho Ce szerezte meg, a bronzot a mexikói Laura Sánchez Soto nyakába akasztották.[128]
  - A kenyai Ezekiel Kemboi szerzi meg az aranyérmet a 3000 méteres akadályfutást, ezüstérmes a francia Mahiedine Mekhissi-Benabbad, a bronzérmes pedig honfitársa, Abel Kiprop Mutai lett. (1984 óta, sorozatban nyolcadszor kenyai atléta nyerte ezt a versenyszámot.)[129]
  - A címvédő és világcsúcstartó jamaicai Usain Bolt nyeri a 100 méteres síkfutást 9,63-as olimpiai csúccsal. Az ezüstérmes honfitársa, a világbajnoki címvédő Yohan Blake, a bronzérmes az amerikai Justin Gatlin lett.[130]
- augusztus 6. – A XXX. nyári olimpiai játékokon:
  - Nem jut tovább a 800 méteres síkfutás selejtezőiből Kazi Tamás, aki 1:47,10 perces szezonbeli legjobbja a hatodik helyhez volt elég a harmadik futamban, így nem jutott be az elődöntőbe.[131]
  - Nem jut be a női súlylökés döntőjébe Márton Anita, aki csak 17,48 méterig jutott.[132]
  - Befejeződik a sportlövők férfi sportpuska 3 × 40 lövéses összetett versenyszámának döntője. A fináléba a nyolcadik helyen bejutó Sidi Péter két helyet javítva – a második legjobb döntős eredménnyel – végül hatodik lett. (A versenyszámot az olasz Niccolo Campriani nyerte, a dél-koreai Kim Dzsong Hjun és az amerikai Matthew Emmons előtt.)[133]
  - Befejezi szereplését a kötöttfogású birkózók 120 kg-os súlycsoportjában Deák Bárdos Mihály, mivel legyőzője, a svéd Johan Eurén vereséget szenvedett az elődöntőben.[134]
  - A dél-koreai Jang Hakszon végez az első helyen a férfi ugrás szerenkénti döntőjében, megelőzve a orosz Gyenyisz Abljazint és az ukrán Ihor Ragyivilovot.[135]
  - A női felemáskorlát-gyakorlat döntőjét az orosz Alija Musztafina nyeri, maga mögé szorítva a kínai He Ke-hszint és a brit Beth Tweddle-t.[136]
  - A gyűrű szerenkénti döntőjét a brazil Arthur Nabarrete Zanetti 15,900-as pontszámmal nyeri meg. (Zanetti a kínai Csen Ji-pinget és az olasz Matteo Morandit előzte meg, a veterán Jordan Jovcsev a hetedik helyen végzett.)[137]
  - A Czékus Eszter, Kiss Szofi páros a 21. helyet szerezte meg szabadgyakorlatban a szinkronúszóknál, így nem jutottak be a döntőbe.[138]
  - Az ökölvívótornán a 75 kg-osok között versenyző Harcsa Zoltán a negyeddöntőben pontozással 14:10-re kikap a brazil Esquiva Falcãótól.[139]
- augusztus 7. – A XXX. nyári olimpiai játékokon:
  - A kötöttfogású birkózók 66 kg-os súlycsoportjában Lőrincz Tamás ezüstérmet szerez, miután a döntőben két menetben vereséget szenved a dél-koreai Kim Hjeonvutól.[140]
  - Sem Kiss Dániel,[141] sem pedig Baji Balázs nem jut tovább a 110 méteres gátfutás előfutamából.[142]
  - Juhász Vanda 50,01 méteres eredményt ér el a női gerelyhajítás selejtezőjében, így lemarad a fináléról.[143]
  - A korlát szerenkénti döntőjében az aranyérem a mezőny fölé növő Feng Csőé, az ezüstérem a német Marcel Nguyen nyakába kerül, míg a bronzérmet a francia Hamilton Sabot szerzi meg.[144]
  - A női gerendagyakorlat döntője kettős kínai győzelemmel ér véget, Teng Lin-lin egy tizeddel előzi meg Szuj Lut, a bronzérem az amerikai Aly Raismané.[144]
  - A holland nyújtóspecialista, Epke Zonderland győzelmével érnek véget a férfi tornaküzdelmek. (A holland tornász 16,533 ponttal megelőzte a német Fabian Hambüchent, a harmadik helyen a kínai Cu Kaj végzett 16,366 ponttal.)[145]
  - Az amerikai Aly Raisman nyeri a tornaversenyeinek utolsó szerenkénti döntőjét, a női talaj fináléját. (Raisman a román Cătălina Ponort és az orosz Alija Musztafinát előzte meg a szeren.)[146]
  - A férfi 3 méteres műugrásában Ilja Zaharov révén orosz siker születik, őt a két kínai, Csin Kaj és a pekingi ötkarikás viadal bajnoka, Ho Csung követte a dobogón.[147]
- augusztus 8. – A XXX. nyári olimpiai játékokon:
  - A Szabó Gabriella, Kozák Danuta, Kovács Katalin, Fazekas-Zur Krisztina kvartett aranyérmes a kajak-kenu verseny női kajak négyesek 500 méteres döntőjében. (Az ezüstérmet a németek, a bronzot a fehéroroszok szerezték meg.)[148]
  - A Dombi Rudolf, Kökény Roland duó aranyérmet szerez a férfi kajak kettesek 1000 méteres döntőjében. (Az ezüstérmet a portugálok, a bronzot a címvédő németek szerezték meg.)[149]
  - Vajda Attila a 6. helyen zár a férfi kenusok egyéni 1000 méteres döntőjében. (A győzelmet a német Sebastian Brendel szerezte meg, a spanyol David Cal Figueroa és a kanadai Mark Oldershaw előtt.)[150]
  - Orbán Éva nem jut be a női kalapácsvetés döntőjébe, a selejtezőbeli teljesítménye a 17. helyhez volt elég.[151]
  - Vereséget szenved a nyolcaddöntőben Sastin Marianna a női szabadfogású birkózók 63 kilogrammos súlycsoportjában, akit két menetben az ukrán Julija Osztapcsuk győzött le.[152]
- augusztus 9. – A XXX. nyári olimpiai játékokon:
  - Risztov Éva végig vezetve, fantasztikus versenyzéssel aranyérmet szerez női 10 kilométeres hosszútávúszásban.[153]
  - Kozák Danuta nyeri a női kajakozók 500 méteres versenyét, az ezüstérmet a címvédő ukrán Inna Oszipenko-Radomszka, a bronzot a dél-afrikai Bridgitte Hartley szerezte meg.[154]
  - Ezüstérmet szerez a címvédő Kovács Katalin, Dusev-Janics Natasa női kajak páros 500 méteren, a győzelmet a német Francziska Weber és Tina Dietze duó szerezte meg, míg a bronzérem a lengyel párosé lett.[155]
  - A második helyen végez a Kammerer Zoltán, Tóth Dávid, Kulifai Tamás, Pauman Dániel összeállítású magyar férfi kajak négyes 1000 méteren. (A győzelmet az ausztrálok szerezték meg, a bronzérmesek pedig a csehek lettek.)[156]
  - A címvédő kínai Csen Zso-lin nyeri a női toronyugrást. (Az ezüstérmes az ausztrál Brittany Broben, a harmadik pedig a malajziai Pandelela Rinong Pamg lett.)[157]
  - A magyar női vízilabda-válogatott a negyedik helyen zár, a bronzmérkőzésen ugyanis hosszabbítás után 13–11-re kikapott Ausztráliától.[158]
  - Az 1500 méteres síkfutással fejeződik be a tízpróbázók versenye, amelynek aranyérmét az amerikai Ashton Eaton szerezte meg honfitársa, a világbajnoki címvédő Trey Hardee előtt. (A bronzérmes a kubai Leonel Suárez lett, míg a magyar Szabó Attila a 24. helyen zárt.)[159]
- augusztus 10. – A XXX. nyári olimpiai játékokon Hatos Gábor vereséget szenved az üzbég Szoszlan Tigijevtől a férfi szabadfogású birkózás 74 kg-os súlycsoportjának bronzmeccsén, így az ötödik helyen zárt.[160]
- augusztus 11. – A XXX. nyári olimpiai játékokon:
  - Marosi Ádám bronzérmet nyer a férfi öttusázók versenyén, amelyben a cseh David Svoboda végzett az élen. (Kasza Róbert a 12. helyen ért célba.)[161]
  - A harmadik helyen végez Dusev-Janics Natasa a női kajak egyesek 200 méteres távján. (A győzelmet az új-zélandi Lisa Carrington szerezte meg, míg az ezüstérmes az ukrán Inna Oszipenko-Radomszka lett.)[162]
  - A hatodik helyen végez Dudás Miklós a férfi kajak egyesek 200 méteres döntőjében. (A győzelmet a brit Ed McKeever szerezte meg a spanyol Saúl Craviotto Rivero és a kanadai Mark de Jonge előtt.)[163]
  - A harmadik helyen végez Vajda Attila a kenu egyesek 200 méteres távjának B-döntőjében, így összesítésben a 11. helyen zárt.[164]
  - A világ- és Európa-bajnok Julie Bresset nyeri a női hegyikerékpárosok versenyét, a magyar Benkó Barbara 27. helyen zár.[165]
  - A férfi labdarúgótorna fináléjában Mexikó meglepetésre 2–1-re legyőzi Brazíliát. (A harmadik helyen Dél-Korea csapata végzett.)[166]
  - A norvég női kézilabda-válogatott a döntőben 26–23-ra legyőzi Montenegrót, így megvédte címét és 2008 után újra nyert. (A bronzérmet Spanyolország együttese szerezte meg.)[167]
  - Az amerikai David Boudia nyeri a férfi toronyugrás aranyérmét, az ezüstérmes a kínai Csiu Po, a bronzérmes pedig a brit Tom Daley.[168]
  - Megvédi címét az Amerikai Egyesült Államok női kosárlabdacsapata, miután 86–50-re legyőzik a fináléban Franciaországot. (A harmadik helyen Ausztrália végzett.)[169]
- augusztus 12. – A XXX. nyári olimpiai játékokon:
  - A negyedik helye végez a magyar férfi kézilabda-válogatott, amely utolsó mérkőzésén 33–26-ra veszítettek Horvátországtól.[170]
  - A magyar férfi vízilabda-válogatott az ötödik helyen végez, miután a helyosztón parádés játékkal 14–8-ra megveri Spanyolország együttesét.[171]
  - Az amerikai férfi kosárválogatott szerzi meg az aranyérmet, a döntőben 107–100-ra legyőzve Spanyolország csapatát. (A harmadik helyen Oroszország válogatottja végzett.)[172]
  - A férfi vízilabdatorna fináléjában Horvátország magabiztosan, 8–6-ra legyőzi Olaszországot. (A bronzérmet Szerbia csapata szerezte meg.)[173]
  - Tóth Adrienn a 20., Kovács Sarolta a 33. helyen végez az olimpia utolsóként befejeződő versenyszámában, női öttusában. (Az utolsó aranyérmet a litván Laura Asadauskaitė szerezte meg a hazaiak versenyzője, Samantha Murray és a brazil Yane Marques előtt.)[174]
  - A 2012. évi nyári olimpiai játékok zárónapja.
- augusztus 13. – A Nemzetközi Olimpiai Bizottság megfosztja aranyérmétől a fehérorosz súlylökőnő Nadzeja Osztapcsukot. (Az új-zélandi Valerie Adams kapja meg az aranyérmet, az orosz Jevgenyija Kolodko az ezüstérmet, a kínai Kung Li-Csiao pedig a bronzérmet. A fehérorosz súlylökő az első lebukott érmes a londoni olimpián.)[175]
- augusztus 16–19. – Az olaszországi Lignanóban kerül megrendezésre az uszonyos- és búvárúszó-Európa-bajnokság, ahol Kanyó Dénes a 400 méteres uszonyos felszíni úszásban – országos csúccsal –, míg Stier Lilla uszonyos gyorsúszásban szerez ezüstérmet.[176] Székely Lilla a 100 méteres uszonyos felszíni kategóriában, új Európa-csúccsal,[177] majd az 50 méteres uszonyos felszíni úszásban is az első helyen végez.[178]
- augusztus 17–19. – Szolnokon rendezik a 2012-es magyar kajak-kenu bajnokságot.[179]
- augusztus 18. – A 2012-es U20-as női labdarúgó-világbajnokság nyitónapja Üzbegisztánban.
- augusztus 24. – 2012-es UEFA-szuperkupa, Monaco
- augusztus 27. – A 2012-es US Open nyitónapja New Yorkban.
- augusztus 28. – A 40. férfi és 25. női sakkolimpia nyitónapja Isztambulban, amelyen 157 országból 779 férfi és 127 országból 628 női sportoló vett részt.
- augusztus 29. – Megkezdődik Londonban a XIV. Nyári Paralimpia, ahol 9 sportágban összesen 33 sportoló képviseli a magyar színeket.
- augusztus 30. – A londoni paralimpiai játékokon:
  - A címvédő Sors Tamás 59,54-es időeredménnyel aranyérmet szerez a 100 méteres pillangóúszás döntőjében.[180]
  - Az 50 méteres női gyorsúszás (S5-ös sérültségi kategória) fináléjában Engelhardt Katalin a hatodik helyen  zár.[181]
- augusztus 31. – A londoni paralimpiai játékokon:
  - Engelhardt Katalin (S5-ös kategória) nyolcadik helyen végez 200 m vegyesen.[182]
  - Az S9-es kategóriában Tóth Tamás hatodik, Sors Tamás pedig hetedik helyen végez 100 m háton.[183]

### Szeptember
- szeptember 1. – A londoni paralimpiai játékokon a 33 éves, kétszeres világ- és Európa-bajnok Szabó Nikolett ipponnal veri mexikói ellenfelét, Lenia Ruvalcabát, ezzel megszerzi a bronzérmet a cselgáncstorna 70 kg-os mezőnyében.[184]
- szeptember 2.
  - Formula–1 belga nagydíj, Spa.
  - A londoni paralimpiai játékokon:
    - A kerekesszékes teniszező, Farkas László 6:2, 6:1-re vereséget szenved a holland Robin Ammerlaantól, ezzel a 32 között búcsúzott.[185]
    - Ráczkó Gitta előfutamában ötödik, összesítésben pedig a tizedik helyen zár 200 m vegyesen, így nem jutott be a fináléba.[186]
- szeptember 3. – A londoni paralimpiai játékokon:
  - Illés Fanni (SM6-os kategóriában) 200 vegyesen futamában 7., összesítésben pedig 14. helyen zár, míg Csúri Ferenc (S8) 50 gyorson futamában a 6., a végelszámolásban a 13. végez.[187]
  - A sportlövőknél Gurisatti Gyula és Dávid Krisztina a 30+30 lövéses sportpisztoly számban méretteti meg magát, melyben a férfiak és a nők együtt versenyeznek. Gurisatti a 18., míg Dávid a 20. helyen végzett.[187]
- szeptember 4. – A londoni paralimpiai játékokon:
  - Dani Gyöngyi második helyen zár a női tőrözők B-kategóriás versenyében, ahol a kínai Jao Fangtól kapott ki a fináléban.[188]
  - Az A-kategóriások között szereplő Osváth Richárd bronzérmet szerez a férfi tőrözőknél, miután 15–7-re legyőzi a francia Damien Tokatliant.[189]
  - Krajnyák Zsuzsanna bronzéremmel zár a női tőrözők versenyében. (A bronzmérkőzésen az A-kategória két magyar versenyzője, Krajnyák és Juhász Veronika csapott össze, és a magasabban rangsorolt versenyző végül 15–4-re nyert.)[190]
  - Sors Tamás 4:17,95-ös idővel a 400 gyors S9-es kategóriájában a második helyen végez. (Az olimpiai bajnok az ausztrál Brenden Hall lett, aki 4:10,88-as világrekordot úszott.)[191]
  - A kerekesszékes vívó Szekeres Pál a negyeddöntőben fejezi be szereplését a tőrözők egyéni versenyében. (A B sérültségi kategória tőrversenyében a nyolc között a francia Alim Latreche-sel csapott össze, ahol 15-11-re kikapott.)[192]
  - Engelhardt Katalin a 100 méteres mellúszásban (SB4) 2:10,53-as időeredményével lemarad a fináléról, így a 9. helyen zárt.[193]
- szeptember 5. – A londoni paralimpiai játékokon:
  - Tóth Tamás a második helyen végez az 50 méteres férfi gyorsúszás fináléjában. (Ugyanitt Sors Tamás a hetedik, Meilinger Csaba a nyolcadik helyen végzett.)[194]
  - Az 1 500 méteres női síkfutás döntőjében az értelmi fogyatékos Biacsi Ilona 4:42,31 perces idejével a harmadik helyen zár a két lengyel, Barbara Niewiedzial és Arleta Meloch mögött. (Ikertestvére, Biacsi Bernadett a negyedik helyen zárt a hatfős mezőnyben.)[195]
  - A kerekesszékes vívó Krajnyák Zsuzsa ezüstérmet szerez a párbajtőrözők egyéni küzdelmében.[196]
  - Ráczkó Gitta a hatodik, míg Illés Fanni a nyolcadik helyen ér célba a 100 méteres mellúszás döntőjében. (A számot a német Kirsten Bruhn nyerte meg.)[197]
  - A 200 méteres férfi vegyesúszás döntőjében Csuri Ferenc a nyolcadik helyen zár. (A döntőt a brit Oliver Hynd nyerte meg 2:24,63 perces Európa-rekorddal, mögötte a kínaí Vang Csia-csao és a holland Maurice Deelen zárt.)[198]
  - Mató Gyula párbajtőröző a csoportküzdelem nyolcaddöntőjében 15:9-re kikap a francia Romain Noble-tól, és kiesett.[199]
- szeptember 6. – A londoni paralimpiai játékokon:
  - Brazil és kínai riválisa mögött a harmadik helyen végez Vereczkei Zsolt a férfi S5 kategóriájának 50 méteres hátúszó számban.[200]
  - A negyedik helyen végez Tóth Tamás a férfi SM9 kategória 200 méter vegyes úszó számában.[201] (Az előfutamban Sors Tamást kizárták.)[202]
  - A sportlövőknél Gurisatti Gyula a 13., míg Dávid Krisztina a 16. helyen zár az 50 méteres szabadpisztoly küzdelmeiben.[201]
  - Az asztaliteniszezők csapatversenyének negyeddöntőjében a Csonka András, Berecki Dezső összetételű együttes 3–0-ra kikap a spanyoloktól úgy, hogy a három meccsen csak egy szettet nyert, s ezzel búcsúzott.[201]
- szeptember 7. – A londoni paralimpiai játékokon:
  - Ezüstérmet szerez a Krajnyák Zsuzsa, Juhász Veronika, Dani Gyöngyi összeállítású kerekes székes női párbajtőrcsapat.[203]
  - A 100 méteres gyorsúszás döntőjében (S9-es kategória) Tóth Tamás a második, Sors Tamás pedig a harmadik helyen ér célba, az aranyat az ausztrál Matthew Cowdrey szerezte meg.[204]
- szeptember 8.
  - Az üzbegisztáni 2012-es U20-as női labdarúgó-világbajnokság zárónapja.
  - A londoni paralimpiai játékokon:
    - A Szekeres Pál, Mató Gyula, Osváth Richárd alkotta férfi tőrcsapat a hetedik helyen zár.[205]
    - Engelhardt Katalin (S5) nyolcadikként kerül be a 100 méteres gyors fináléjába, ahol szintén nyolcadikként ért célba.[205]
- szeptember 9.
  - A 2012. évi londoni paralimpiai játékok zárónapja, ahol Magyarország 38. lett az éremtáblán.[206]
  - A 40. férfi és 25. női sakkolimpia zárónapja Isztambulban.
  - Formula–1 olasz nagydíj, Monza.
- szeptember 10. – A 2012-es US Open zárónapja.[207]
- szeptember 12–16. – Nyílt vízi úszó-Európa-bajnokság Olaszországban, ahol a férfiak 10 kilométeres versenyében Gyurta Gergely a 20., míg Kutasi Gergely a 38. helyen végez,[208] míg a nőknél Olasz Anna a 8., Szilágyi Nikolett a 19. helyen zár.[209] Ugyanakkor Szilágyi 5 kilométeren a 9. helyen ér célba,[210] míg Papp Márk a 31. helyen végez.[211]
- szeptember 14–16. – Budapesten rendezik a 2012-es magyar sportlövő bajnokságot.
- szeptember 20. – Bejelenti visszavonulását Kalle Palander, a finnek műlesiklásban 1999-ben világbajnokságot nyerő alpesi sízője. (A 35 esztendős sportoló azzal indokolta elhatározását, hogy nem érez elegendő motivációt magában a világversenyeken való induláshoz.)[212]
- szeptember 22. – A 2012-es U17-es női labdarúgó-világbajnokság nyitónapja Azerbajdzsánban.
- szeptember 22–23. – A horvátországi Porečben rendezik a 2012-es junior cselgáncs Európa-bajnokságot, ahol a 44 kilós Pupp Réka és az 57 kg-os Szabó Katinka bronzérmet szerez.[213]
- szeptember 23. – Formula–1 szingapúri nagydíj, Szingapúr.
- szeptember 29–30. – 2012-es szombathelyi torna Grand Prix-verseny.[214]

### Október
- október 5–6. – Budapesten, a BKV Előre SC Sport utcai termében rendezik a súlyemelők országos bajnokságát.[215]
- október 7. – Formula–1 japán nagydíj, Szuzuka.
- október 8–13. – A 2012-es junior műugró-világbajnokság az ausztráliai Adelaide-ben.[216]
- október 13. – 2012-es U17-es női labdarúgó-világbajnokság zárónapja Azerbajdzsánban.
- október 14. – Formula–1 koreai nagydíj, South Jeolla.
- október 20. – Széchy Tamás nevét veszi fel a gyulai sportuszoda.[217]
- október 22. – A Darázs Rózsa, Heidum Bernadett, Keszler Andrea, Kónya Zsófia összetételű magyar női váltó a 6. helyen végez a Calgary-ban zajló rövidpályásgyorskorcsolya-világkupa B-döntőben, míg egyéniben Heidum Bernadett 500 méter összetettjében a 12. helyen zár.[218]
- október 28. – Formula–1 indiai nagydíj, Greater Noida.

### November
- november 4. – Formula–1 abu-dzabi nagydíj, Abu-Dzabi.
- november 18. – Formula–1 amerikai nagydíj, Austin, Texas.
- november 22–25. – 2012-es rövid pályás úszó-Európa-bajnokság, Chartres.
- november 25. – Formula–1 brazil nagydíj, São Paulo, a világbajnokság utolsó futama.

### December
- december 3–16. – 2012-es női kézilabda-Európa-bajnokság, Hollandia.
- december 6–16. – 2012-es FIFA-klubvilágbajnokság.
- december 9. – 2012-es mezeifutó-Európa-bajnokság – Szentendre.
- december 12–16. – 2012-es rövid pályás úszó-világbajnokság, Isztambul, Törökország.

## Halálozások
- január 1.
  - Bob Anderson, angol olimpikon vívó (* 1922)
  - Gary Ablett, angol labdarúgó és edző (* 1965)
  - Jorge Andrés Boero, argentin motorversenyző (* 1973)
  - Frank Horwill, brit atlétika edző (* 1927)
  - Tommy Mont, amerikai National Football League játékos és egyetemi edző (* 1922)
- január 2.
  - Ioan Drăgan, román labdarúgó (* 1965)
  - Yoshiro Hayashi, japán golfozó (* 1922)
  - Anatolij Ivanovics Kolesov, szovjet-orosz olimpiai és világbajnok birkózó és edző (* 1938)
  - Howie Koplitz, amerikai baseballjátékos (* 1938)
  - Paulo Rodrigues da Silva, brazil labdarúgó (* 1986)
- január 13. – Miljan Miljanić, jugoszláv-szerb labdarúgó, edző (* 1930)
- február 1. – Ladislav Kuna, csehszlovák válogatott, szlovák labdarúgó, edző (* 1947)
- február 6. – Udvardi István, olimpiai vízilabdázó (* 1960)
- február 18. – Roald Aas, olimpiai bajnok norvég gyorskorcsolyázó (* 1928)
- február 26. – Fekete Árpád, labdarúgó, edző (* 1921)
- február 27. – Armand Penverne, francia válogatott labdarúgó, edző (* 1926)
- március 7. – Ramaz Pavlovics Urusadze, grúz labdarúgókapus (* 1939)
- április 3. – Xenia Stad-de Jong, olimpiai bajnok holland atléta (* 1922)
- április 9. – Mark Lenzi, olimpiai bajnok amerikai műugró (* 1968)
- április 30. – Alexander Dale Oen, világbajnok norvég úszó (* 1985)
- május 9. – Somodi Lajos, olimpiai bronzérmes magyar tőrvívó, edző (* 1928)
- május 14. – Vladimer Apciauri, szovjet színekben olimpiai és világbajnok grúz tőrvívó, edző, sportvezető (* 1962)
- május 22. – Kalocsai Henrik, távol- és hármasugró atléta (* 1940)
- május 23. – Elek Gyula, kézilabdázó, edző (* 1932)
- május 25. – Edoardo Mangiarotti, olimpiai és világbajnok olasz tőr- és párbajtőrvívó (* 1919)
- május 31. – Mark Petrovics Midler, szovjet színekben olimpiai és világbajnok orosz tőrvívó, edző (* 1931),
- június 2. – Alessio Bisori, olasz kézilabdázó (* 1988)[219]
- június 6.
  - Nemanja Nešić, Európa-bajnoki bronzérmes szerb evezős (* 1988)
  - Vlagyimir Jevgenyjevics Krutov, kétszeres olimpiai bajnok szovjet-orosz jégkorongozó (* 1960)
  - Hetényi Sándor magyar labdarúgó (* 1932)
- június 7. – Manuel Preciado Rebolledo, spanyol labdarúgó (* 1957)
- június 8. – Nyikolaj Petrovics Ivanov, olimpiai bajnok szovjet-orosz evezős (* 1949)
- június 10. – Gordon West, angol labdarúgó (* 1943)
- június 11. – Teófilo Stevenson, háromszoros olimpiai és világbajnok kubai amatőr ökölvívó, sportvezető (* 1952)
- június 12. – Pahiño, spanyol labdarúgó (* 1923)
- június 18. – Alkétasz Panagúliasz, görög labdarúgó, szövetségi kapitány († 2012)
- június 21. – Ramaz Sengelija, U21-es Európa-bajnok szovjet-grúz labdarúgó (* 1957)
- június 24. – Miki Roqué, spanyol labdarúgó (* 1988)
- július 27. – Dömölky Lídia, olimpiai bajnok vívó (* 1936)
- augusztus 11. – Michael Dokes, amerikai profi ökölvívó, világbajnok (* 1958)
- augusztus 24. – Félix Miéli Venerando, világbajnok brazil válogatott labdarúgókapus (* 1937)
- szeptember 7. – Richard Bucher, svájci válogatott jégkorongozó, olimpikon (* 1955)
- október 9. – Kenny Rollins, olimpiai bajnok amerikai kosárlabdázó (* 1923)
- október 16. – Eddie Yost, World Series bajnok amerikai baseballjátékos, edző (* 1926)
- október 17. – Émile Allais, világbajnok francia alpesisíző (* 1912)
- október 29. – Alaxai József, labdarúgó, csatár, hátvéd (* 1940)
- október 31. – John Fitch, amerikai autóversenyző, mérnök, feltaláló (* 1917)
- november 11. – Victor Mees, belga válogatott labdarúgó-középpályás (* 1927)
- november 18. – Jelena Bronyiszlavovna Ahmilovszkaja, szovjet−amerikai sakkozónő, női nagymester (WGM), csapatban kétszeres sakkolimpiai bajnok (1978, 1986) (* 1957)
- november 28. – José Maria Fidélis dos Santos, brazil válogatott labdarúgó (* 1944)
- december 1. – Raymond Ausloos, belga válogatott labdarúgókapus (* 1930)
- december 7. – Denis Houf, belga válogatott labdarúgó-középpályás (* 1932)
- december 19. – Colin Davis, brit autóversenyző, Formula–1-es pilóta (* 1933)
- december 28. – Emmanuel Scheffer, német születésű izraeli labdarúgóedző (* 1924
- december 29.
  - Dely Péter nemzetközi sakknagymester, magyar bajnok, mesteredző (* 1934)
  - Salvador Reyes, mexikói válogatott labdarúgó, csatár, edző (* 1936)